# Lorenzini-ampullák

Egy átlagos cápa fején elhelyezkedő Lorenzini ampullák és az oldalvonal végződések

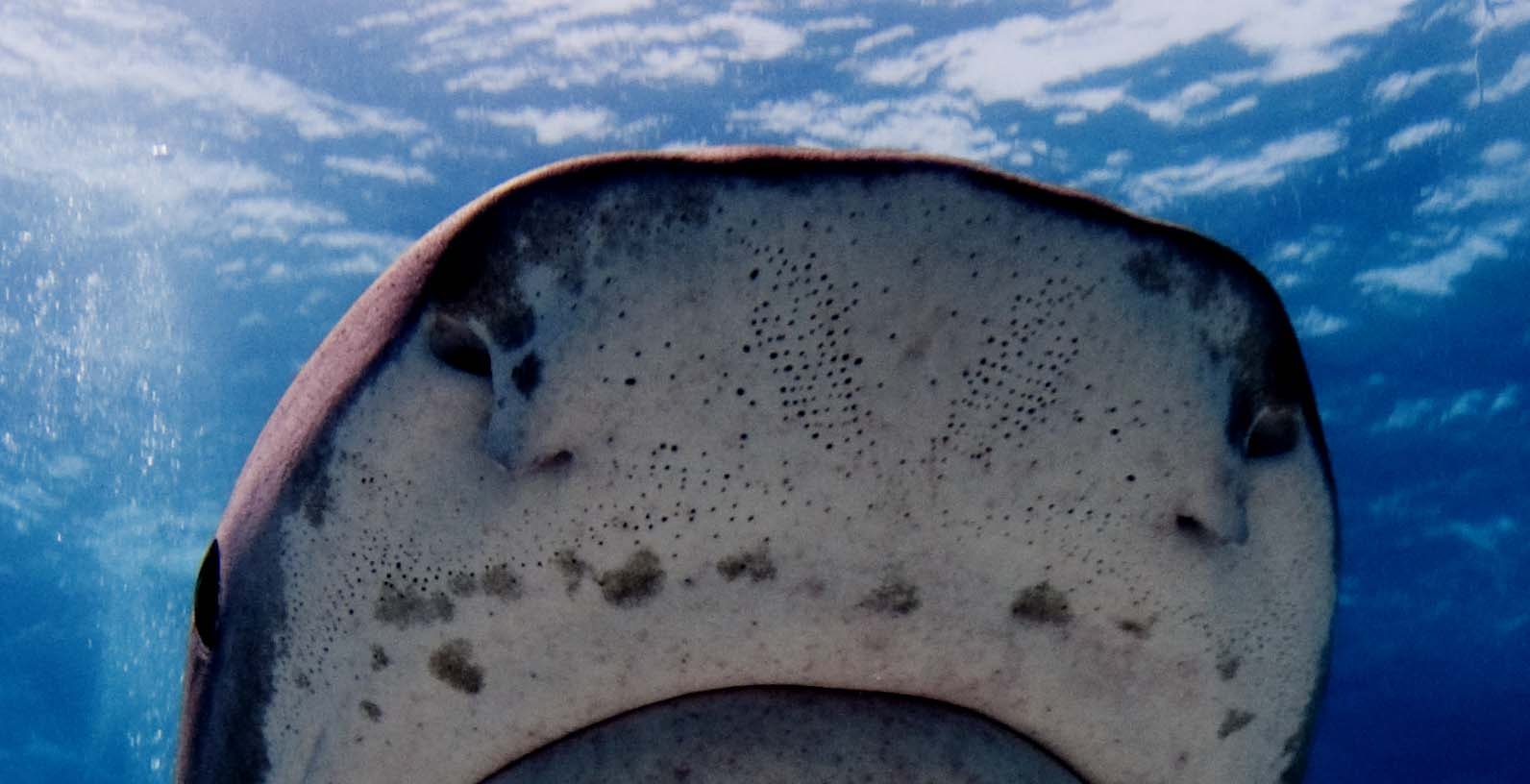
A bőr felszínén az ampulla végződések sötét pettyezettségnek látszanak, mint például ennél a tigriscápánál

A Lorenzini-ampullák olyan érzékszervek, melyek segítségével egyes halak, főleg a cápák és ráják más élőlények által kibocsátott elektromos mezőket érzékelik.

## Tudnivalók
Ezeknek az érzékszerveknek azért „Lorenzini ampullák” a nevük, mert 1678-ban Stefano Lorenzini olasz orvos és ichthyológus írta le először.
Ezek az ampullák főleg a porcos halakra (cápák, ráják és tömörfejűek) jellemzők, azonban más halcsoportoknál is előfordulhatnak, mint például a kígyófejű halnál és a valódi tokféléknél. A tüdőshalaknál is észrevették ezeket az érzékszerveket. A sugarasúszójú halak csoporttól függően kisebb-nagyobb mértékben kifejlesztették a saját ampulláikat.
A Lorenzini ampulla egy zselatinos, kocsonyás anyaggal teli csatornából áll, melynek egyik vége a bőr felszínén egy kis póruson nyílik a szabadba, míg a másik vége egy kis zselatinos halmazba fut bele. Az ampulla legnagyobb része a bőr alatt van. Mindegyik ilyen halmaz több bőrfelszínnel is összeköttetésben áll. A jobb és bal oldali testrészeken egyforma az ampullák száma. A csatornák hossza példánytól függően változó, azonban mindegyik fajnak megvan a saját „ampulla térképe”, azaz a fajon belül mindegyik egyednél ugyanott helyezkednek el ezek az érzékszervek. A bőr felszínén ezek a különleges pórusok, sötét pontozásnak néznek ki. Az elektromos mezők érzékelése mellett ezek az ampullák a hőmérsékletet is érzékelik.

## Fordítás
- Ez a szócikk részben vagy egészben  az   Ampullae of Lorenzini című angol Wikipédia-szócikk ezen változatának fordításán alapul.  Az eredeti cikk szerkesztőit annak laptörténete sorolja fel. Ez a jelzés csupán a megfogalmazás eredetét és a szerzői jogokat jelzi, nem szolgál a cikkben szereplő információk forrásmegjelöléseként.